# Bosroumois
Bosroumois [boʁumwa] est, depuis le 1er janvier 2017, une commune nouvelle française située dans le département de l'Eure en région Normandie.

## Géographie

### Localisation
Haute Normandie

### Hydrographie
La commune est située dans le bassin Seine-Normandie. Elle n'est drainée par aucun cours d'eau,.

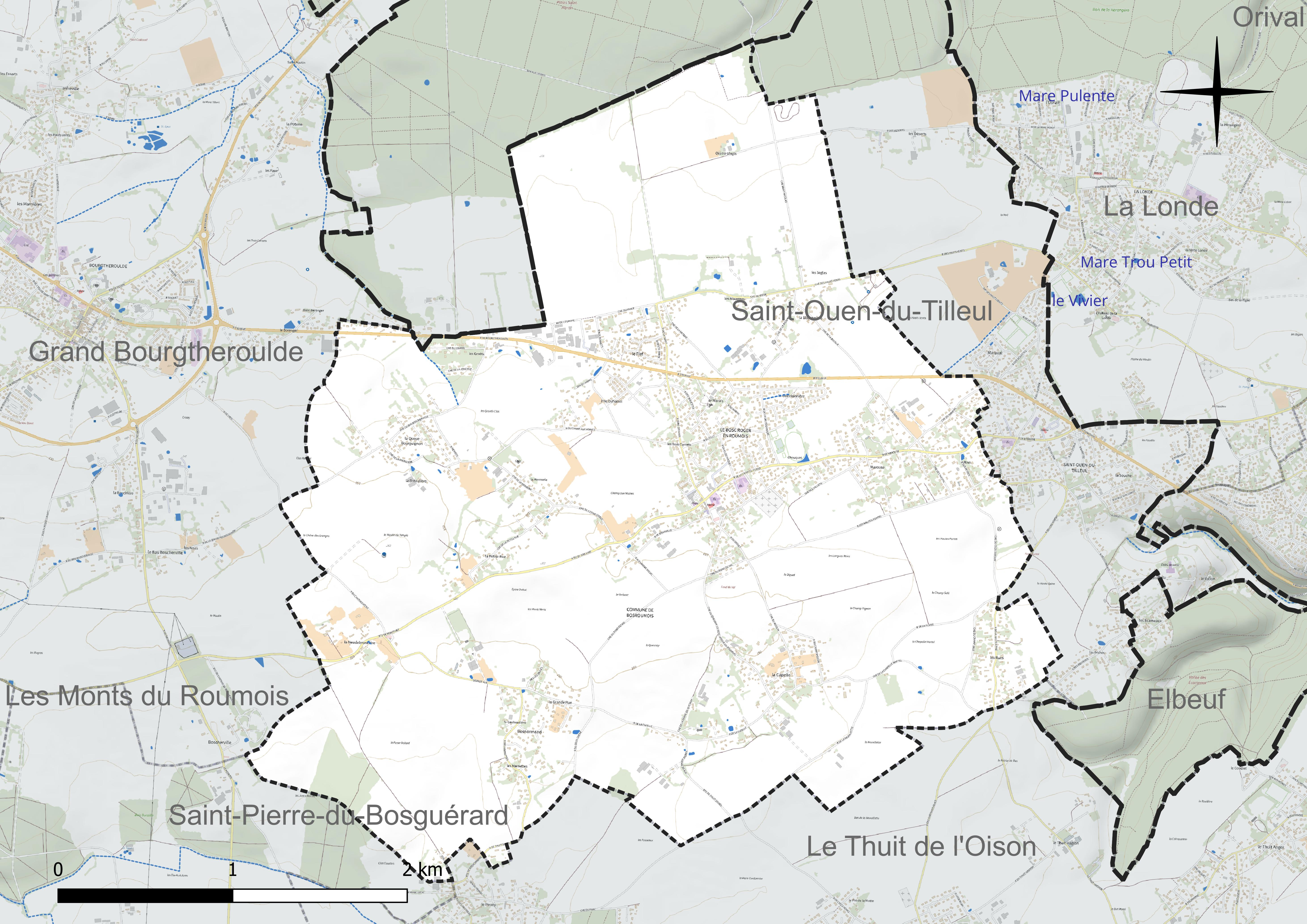
Réseau hydrographique de Bosroumois.

### Climat
Pour des articles plus généraux, voir Climat de la Normandie et Climat de l'Eure.
En 2010, le climat de la commune est de type climat océanique dégradé des plaines du Centre et du Nord, selon une étude du CNRS s'appuyant sur une série de données couvrant la période 1971-2000. En 2020, Météo-France publie une typologie des climats de la France métropolitaine dans laquelle la commune est exposée à un climat océanique et est dans la région climatique Côtes de la Manche orientale, caractérisée par un faible ensoleillement (1 550 h/an) ; forte humidité de l’air (plus de 20 h/jour avec humidité relative > 80 % en hiver), vents forts fréquents. Parallèlement le GIEC normand, un groupe régional d’experts sur le climat, différencie quant à lui, dans une étude de 2020, trois grands types de climats pour la région Normandie, nuancés à une échelle plus fine par les facteurs géographiques locaux. La commune est, selon ce zonage, exposée à un « climat contrasté des collines », correspondant au Pays d’Auge, Lieuvin et Roumois, moins directement soumis aux flux océaniques et connaissant toutefois des précipitations assez marquées en raison des reliefs collinaires qui favorisent leur formation.
Pour la période 1971-2000, la température annuelle moyenne est de 10,3 °C, avec  une amplitude thermique annuelle de 13,4 °C. Le cumul annuel moyen de précipitations est de 819 mm, avec 12,6 jours de précipitations en janvier et 8,6 jours en juillet. Pour la période 1991-2020, la température moyenne annuelle observée sur la station météorologique la plus proche, située sur la commune de Brionne à 18 km à vol d'oiseau, est de 11,5 °C et le cumul annuel moyen de précipitations est de 791,7 mm,. Pour l'avenir, les paramètres climatiques de la commune estimés pour 2050 selon différents scénarios d’émission de gaz à effet de serre sont consultables sur un site dédié publié par Météo-France en novembre 2022.

## Urbanisme

### Typologie
Au 1er janvier 2024, Bosroumois est catégorisée ceinture urbaine, selon la nouvelle grille communale de densité à 7 niveaux définie par l'Insee en 2022.
Elle appartient à l'unité urbaine de Rouen, une agglomération inter-départementale dont elle est une commune de la banlieue,. Par ailleurs la commune fait partie de l'aire d'attraction de Rouen, dont elle est une commune de la couronne,. Cette aire, qui regroupe 317 communes, est catégorisée dans les aires de 200 000 à moins de 700 000 habitants,.

## Toponymie
Bosroumois est un néo-toponyme.
Bosc, la forme régionale de bois, n'est pas la seule forme existante en Normandie, encore qu'elle soit de beaucoup la plus fréquente.
Le Roumois (pagus Rotomagensis) était le pays dont Rouen était le chef-lieu.

## Histoire
La commune nouvelle regroupe les communes du Bosc-Roger-en-Roumois et de Bosnormand, qui deviennent des communes déléguées, le 1er janvier 2017. Son chef-lieu se situe à Le Bosc-Roger-en-Roumois.

## Politique et administration
| Nom                              | Code Insee | Intercommunalité                     | Superficie (km2) | Population (dernière pop. légale) | Densité (hab./km2) |
| -------------------------------- | ---------- | ------------------------------------ | ---------------- | --------------------------------- | ------------------ |
| Le Bosc-Roger-en-Roumois (siège) | 27090      | Communauté de communes Roumois Seine | 9,90             | 3 171 (2014)                      | 320                |
| Bosnormand                       | 27093      | Communauté de communes Roumois Seine | 3,34             | 320 (2014)                        | 96                 |

### Liste des maires
| Période        | Période  | Identité          | Étiquette | Qualité                                                     |
| -------------- | -------- | ----------------- | --------- | ----------------------------------------------------------- |
| 8 janvier 2017 | En cours | Philippe Vanheule | LR        | Agriculteur 3e vice-président de la CC Roumois Seine (2017) |

## Culture locale et patrimoine

### Patrimoine naturel

#### Site classé
- Les deux marronniers centenaires situés dans la propriété de monsieur Pieton, place de l'église [Saint-Aubin], sur la commune de Bosnormand.  Site classé (1925)[15].